# 갈마반도
갈마반도(葛麻半島)는 강원도 원산시의 동부에 위치한 반도이다. 지형은 남쪽에서 북쪽으로 뻗어 있고, 영흥만의 일부(남부)인 원산만을 감싼다. 길이는 6 km, 평균 너비는 1 km이다. 북쪽으로 함경남도 금야군에 있는 호도반도(虎島半島)와 마주하고, 두 반도 사이에는 신도·대도 등의 섬들이 위치해 있다. 갈마반도에 위치한 명사십리는 해당화로 유명하다.

## 교통
- 갈마비행장